# Un poco loco
Un poco loco (Un peu fou en espagnol) est une composition du pianiste de jazz américain Bud Powell,. Le premier enregistrement date de la session du 1er mai 1951 pour le label Blue Note. Bud Powell était au piano, Curly Russell à la basse et Max Roach à la batterie. Le critique Harold Bloom a inclus cet enregistrement dans sa courte liste des meilleurs de l'art américain du XXe siècle,.
Le titre est habituellement joué avec une rythmique "latine", issue des rythmes afro-cubains. Dans l'enregistrement original, l'improvisation est basé sur une seule gamme au lieu d'une suite d'accords. Il existe une introduction de quatre mesures avant que le thème ne débute. Les trois premiers accords du thème possèdent des 7e majeures et des 11e dièses et sont habituellement joués simultanément à la mélodie ce qui permet de reconnaître facilement le morceau, à la fois rythmiquement et harmoniquement ; la mélodie étant presque invariablement la 11e dièse de l'accord qui s'y rapporte. De plus, les trois accords en question n'entrent pas dans les progressions harmoniques classiquement utilisées en jazz. Autre particularité du morceau: il est écrit avec une mesure à quatre temps comme la grande majorité des standards de jazz, toutefois il y a une mesure à deux temps en milieu de thème. Enfin, le morceau ne suit pas la formule classique AABA, mais pourrait être séparé en deux parties A et B, la coda intervenant en fin de partie A.

## Discographie
- The Amazing Bud Powell, Volume One (remastered version) -- includes the entire May 1, 1951 session, including the master take of "Un Poco Loco" and two alternate takes.